# والتر بيرس (مهندس معماري)
والتر بيرس (بالإنجليزية: Walter Pierce) هو مهندس معماري أمريكي، ولد في 10 فبراير 1920 في بروكلين في الولايات المتحدة، وتوفي في 27 فبراير 2013 في ليكسينغتون في الولايات المتحدة.